# Popovac (Đakovica)
Pour les articles homonymes, voir Popovac.
Popoc en albanais et Popovac en serbe latin (en serbe cyrillique : Поповац) est une localité du Kosovo située dans la commune/municipalité de Gjakovë/Đakovica, district de Gjakovë/Đakovica (Kosovo) ou de Pejë/Peć (Serbie). Selon le recensement kosovar de 2011, elle compte 300 habitants, tous albanais.

## Histoire
Sur le territoire du village se trouve un site médiéval proposé pour une inscription sur la liste des monuments culturels du Kosovo.

## Démographie

### Évolution historique de la population dans la localité
| 1948 | 1953 | 1961 | 1971 | 1981 | 1991 | 2011 |
| ---- | ---- | ---- | ---- | ---- | ---- | ---- |
| 171  | 166  | 174  | 192  | 242  | 302  | 300  |

|  |